# Caulerpa taxifolia

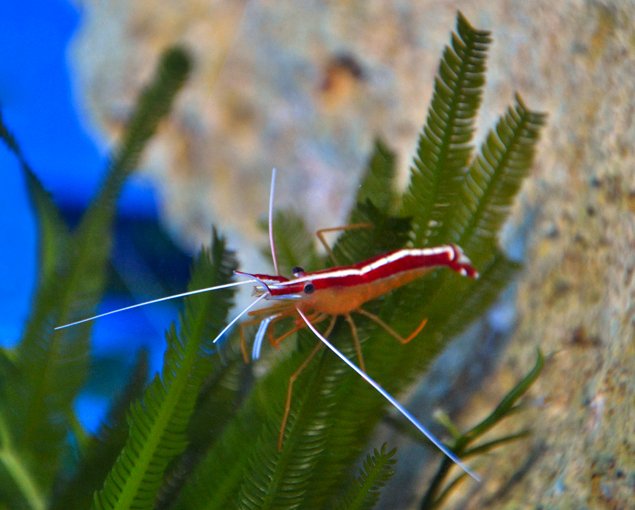
Gamba limpiadora Lysmata amboinensis en Caulerpa taxifolia

Caulerpa taxifolia es un alga marina de la familia Caulerpaceae, orden Bryopsidales. 
El nombre de la especie proviene del latín, taxus = tejo y folia = hoja, de ahí taxifolia (hoja de tejo), con el que se conoce esta especie.
Esta especie tropical tóxica está poniendo en grave peligro al ecosistema Mediterráneo. En España, está incluida en el Catálogo Español de Especies Exóticas Invasoras, regulado por el Real Decreto 630/2013.
Caulerpa taxifolia proviene de mares tropicales donde su crecimiento es lento y moderado. En su lugar de origen, ciertas especies fitófagas mantienen un control muy estrecho sobre su desarrollo. No es un alga que aprecie los "baños de masas", sino que busca lugares, aquí o allá, donde establecerse en colonias muy reducidas. La variedad tropical es delicada: necesita de grandes cantidades de oxígeno y Co2 para sobrevivir, tanto como escasas variaciones de temperatura (entre 25 y 28 °C). El parámetro de la densidad salina también debe estar muy ajustado en todo momento. La luz debe ser intensa, y no inferior a doce horas de duración. De no ser así, enseguida palidece hasta el punto de volverse transparente y llegar a esfumarse virtualmente.

## Morfología
Es una macroalga con frondes erectos en forma de hoja, que surgen de estolones reptantes. Los frondes están aplanados lateralmente, y las pequeñas ramitas laterales, o pínulas, se estrechan en la base, donde se fijan a la nervadura central, o raquis, de cada fronde. El tamaño usual de la pínula es de 1 cm, y su densidad es de 4-7/cm del raquis. El diámetro del fronde oscila entre 6-8 mm, y el tamaño del fronde, normalmente está entre 3-15 cm en aguas soleadas, y entre 40-60 cm en localizaciones más profundas, pero puede crecer hasta 2.8 m de altura. El tamaño de los frondes y sus pínulas, está directamente relacionado con la intensidad de la luz captada por las algas, por ello, a más profundidad y menos luz, más tamaño del fronde para captar más luz.

### Formas
Se reconocen las siguientes formas en esta especie:
- Caulerpa taxifolia f. asplenoides. (Greville) Weber-van Bosse, 1898
- Caulerpa taxifolia f. interrupta. Svedelius, 1906
- Caulerpa taxifolia f. tristichophylla. Svedelius, 1906

## Reproducción
Caulerpa taxifolia se reproduce sexualmente. En cautividad, y en zonas invadidas, en las que no es especie nativa, es el único método reproductivo. No obstante, en esas situaciones, en el fluido, blanquecino y viscoso dentro del seudotallo, se han encontrado bajo microscopio sólo gametos masculinos, nunca femeninos. Sin embargo, en sus zonas nativas se reproduce también sexualmente, y hay individuos machos y hembras, que expulsan sus gametos para formar un cigoto, que desarrolla dos fases inmaduras antes de la madurez.
El crecimiento diario puede alcanzar un cm/día. Si un trozo pequeño se separa del resto del alga, crece clonalmente en varias algas. El ancla de los barcos y las redes de pesca sirven de transportadores de la caulerpa.

## Hábitat y distribución
Muestra preferencia por zonas de profundidades entre 5 y 15 m, pero en circunstancias especiales, con aguas muy transparentes, podría alcanzar incluso hasta los -100 m. Su temperatura mínima de desarrollo se puede considerar en torno a los 10 °C, pero se ha encontrado a 5 °C. En relación con la calidad del agua prefiere aguas con alto nivel de eutrofización (altos niveles de fosfatos y nitratos, generalmente por residuos procedentes de vertidos urbanos y agrícolas), aunque se ha localizado también en lugares no contaminados.
Se distribuye en aguas tropicales y subtropicales tanto del océano Atlántico, como del Indo-Pacífico. Desde la costa este africana, Madagascar, Maldivas, Seychelles, Nicobar, Andaman, India, Sri Lanka, Irán, Pakistán, Bangladés, Yemen, Indonesia, Malasia, China, Taiwán, Tailandia, Vietnam, Filipinas, Japón, Australia, Nueva Zelanda, Papúa Nueva Guinea, e islas del Pacífico hasta Hawái y California. En el Atlántico oeste, desde Florida, México, todo el Caribe y Brasil; y en el Atlántico este, islas Canarias, Cabo Verde, Alemania, y el Mediterráneo, en España, Francia, Italia, Croacia, Grecia y Turquía.

## Planta invasora
Afecta directamente a toda la vegetación y resto de algas, sobre todo a las praderas de Posidonia tan numerosas en el Mediterráneo. Pero al ir eliminando poco a poco la vegetación, indirectamente también lo hace con la fauna que se alimenta o vive en dicho medio (peces, gorgonias, esponjas, erizos, y otras especies poco móviles).
Actualmente coloniza más de 3000 ha del Mediterráneo. Las zonas más afectadas están en Croacia, Italia, Mónaco, Francia y España (Mallorca cala d’Or, cala Llongua y Porto Petro). Está incluida en la lista 100 de las especies exóticas invasoras más dañinas del mundo de la Unión Internacional para la Conservación de la Naturaleza.
Debido a su potencial colonizador y constituir una amenaza grave para las especies autóctonas, los hábitats o los ecosistemas, esta especie ha sido incluida en el Catálogo Español de Especies Exóticas Invasoras, aprobado por Real Decreto 630/2013, de 2 de agosto.[cita requerida]

### Zoo Wilhelma de Stuttgart (Alemania, 1980)
Infección inicial: el personal del acuario fue responsable de la cría de una cepa de Caulerpa taxifolia, una especie altamente invasora de algas que ha tenido "graves consecuencias negativas para la biodiversidad".

### Museo oceanográfico de Mónaco (Francia, 1984)
Dicha institución científica, que había importado el alga de los acuarios de París y Niza (los primeros en recibirla desde el acuario de Wilhelma), decide limpiar sus acuarios en el mar debido a la proliferación de algas en las paredes de estos. Entonces, comienza el desastre: la Riviera francesa, las costas italianas y las islas españolas se ven invadidas por un nuevo ser que todo lo arrasa a su paso. Más tarde, el fatal organismo comienza a extenderse hasta lugares tan remotos como Croacia. En muy poco tiempo llega a ocupar el fondo marino a lo largo de 3300 ha de costa. Otras especies de Caulerpa, como C. racemosa, también son liberadas en el medio marino y comienzan a hacerse fuertes en el Adriático.
Finalmente, todo el Mediterráneo se ve asolado por estas algas. Su alta toxicidad -que no afecta al ser humano pero sí a todos los seres marinos- impide que ningún fitófago mediterráneo pueda deshacerse de ellas de forma natural. Donde la caulerpa arraiga, ningún otro habitante marino mediterráneo vuelve a desarrollarse.[cita requerida]
Los responsables comienzan a estudiar cómo eliminar este peligro que ya ha alarmado a todos los responsables políticos e incluso a la opinión pública. Se ha llegado a difundir que el peligro deriva de los experimentos muy poco ortodoxos realizados por Jacques Cousteau con estas algas en su propia institución a la que se incrimina.[cita requerida]
Los estudios culminan con un par de descubrimientos:
- 1.º, que su genética se ha modificado sustancialmente gracias a los productos usados para su adaptación al acuario y al uso de la luz ultravioleta en su mantenimiento con la obvia consecución de un híbrido muy poderoso afectado de gigantismo;
- 2.º, que su proliferación escalonada (o a saltos, como prefieren definir algunos biólogos) debida al traslado sufrido por las anclas que los grandes buques arrastran por el fondo -hecho por el cual se localizan

En definitiva, se había creado una monstruosa e irreductible alga, resistente a temperaturas cercanas a los 10 °C, mucho más tóxica que la original, amante de las grandes aglomeraciones y capaz de resistir durante varios días fuera del agua; un organismo capaz de soportar largos y penosos viajes y fácilmente adaptable a cualquier material (roca, barro, musgo) y lugar por duras que sean las condiciones del entorno acuático.
El miedo se apodera de los dirigentes mediterráneos y se comienza a legislar, tanto a nivel local, como regional, nacional y europeo, en contra de la comercialización y exhibición del alga en zonas costeras, extremando las medidas en lo concerniente a las fronteras insulares: Sicilia, Córcega, Cerdeña e Islas Baleares, las más amenazadas por el mutante.
En 1984 en Mónaco se detecta por primera vez la presencia del alga Caulerpa taxifolia, procedente de aguas tropicales del mar de China y Filipinas. Su propagación se debió, al parecer, al vaciado de aguas procedentes de un acuario del Museo Oceanográfico de Mónaco. Otras teorías creen que pudo ser trasladada en el casco de algún barco.[cita requerida]
Desde entonces ha entrado en un proceso de fuerte expansión. En Francia e Italia el problema es muy grave y se ha detectado también en España (en las islas Baleares) y Croacia. Ahora se calcula que ocupa unos 1500 ha de fondos marinos. En Mallorca se detectó en 1992 en Cala D'Or y Cala'n Bosch, y posteriormente en Caló d'en Pou. En principio están controladas, pero la única manera de asegurarse es mantener la vigilancia y control adecuado. Son muchas las críticas que ha recibido esta vigilancia, por la falta de puntos controlados y los escasos medios con los que cuentan.[cita requerida]
El éxito de su introducción en el Mediterráneo se debe a sus características morfológicas y biológicas. Anatómicamente se caracteriza por ser un organismo unicelular. Esta única célula tiene el mismo aspecto que puede presentar cualquier alga pluricelular. Las algas mediterráneas cuentan además con peculiaridades metabólicas que las diferencian de la especie original. Se piensa que quizá debido al uso de luz ultravioleta en los acuarios donde se encontraba, ha podido producirse una mutación que les ha permitido soportar las aguas más frías del Mediterráneo.[cita requerida]
El alga tiene una gran capacidad de regeneración que permite el desarrollo de una planta entera a partir de un trozo y además posee un producto metabólico, denominado caulerpenina, tóxico para la fauna mediterránea que la utiliza como alimento, por lo que ha recibido el nombre de " alga asesina", peste verde o Atila del Mediterráneo.[cita requerida]
Para establecer mecanismos de control adecuados, existe un programa financiado por la Comunidad Europea, mediante los fondos LIFE y los estados afectados. 
Entre los efectos nocivos para los ecosistemas mediterráneos, el más importante es la competencia en la ocupación de las praderas de Posidonia oceanica, a las que desplaza. Ello conlleva cambios en la fauna asociada, ya que la toxina caulerpenina otorga al alga una protección efectiva contra cualquier depredador, y no existen especies mediterráneas adaptadas, a ella. Sólo se conoce un caso, la Salpa, que puede comerla sin problemas, pero si es pescada y consumida puede resultar tóxica tras la ingestión del alga. El empobrecimiento de las poblaciones a las que desplaza puede alcanzar un 75%, la mayoría de las algas indígenas entran en regresión y suelen desaparecer de la zona.[cita requerida]
No obstante, y entre las métodos de control que se barajan en la actualidad, está el de introducir competidores naturales, como pueden ser algunas especies de moluscos, concretamente gasterópodos.
Se recomienda que si se detecta una posible colonia se informe a los organismos competentes. No se debe arrancar, ni manipular, ya que existe riesgo de provocar una mayor diseminación. Realizar una limpieza de fondos sin control puede ser muy peligroso.[cita requerida]
Los puntos de denuncia son: 
- Centro de Estudios Avanzados de Blanes
- CSIC (Gerona) Centro Oceanográfico de Baleares.
- Instituto de Ecología Litoral de la Comunidad valenciana.
- Agencia de Ambiente en Murcia

Según EFE: un ingeniero francés llamado Jean Pierre Charrin ha desarrollado un método que permite "arrasar" 10 km de algas con un solo gramo de cobre, mezclado en agua de mar saturada de sal. Sin embargo, este método resulta todavía muy costoso. La Consejería de Agricultura y Pesca realizó una prueba a finales del año pasado, lo que permitió erradicar unos dos mil metros cuadrados de "alga asesina", pero con un precio superior a los tres millones de pesetas. "A este precio, resulta inviable abordar la colonización que hay en Mallorca", subrayó Grau, quien, no obstante, reconoció que este sistema no sólo elimina por completo la caulerpa taxifolia, sino que además no contamina ni afecta a otras plantas marinas. Por eso, en tanto en cuanto se perfecciona y se abarata este sistema, el gobierno mantendrá su habitual campaña de control y vigilancia, a la que se suma la prohibición de fondeo de embarcaciones procedentes de zonas afectadas. Después, dentro de unos meses y a través de un concurso, se adjudicará a una empresa el proyecto de erradicación, que otros años ha consistido en el empleo de bombas succionadoras, apoyadas por buceadores.[cita requerida]